# Hans Börje Hammar
H.B. Hammar, egentligen Hans Börje Hammar, född 23 april 1941 i Lunds stadsförsamling, Lunds stad, död 26 december 2017 i Höganäs distrikt, Höganäs kommun, var en svensk präst. 
Hammar blev teologie doktor vid Lunds universitet 1971. Han har varit kontraktsprost, domprost i Skara och som svensk kyrkoherde representant för Lutherska Världsförbundet vid Vatikanens ekumeniska kommission i Rom inför det stora jubelåret 2000. Hans sista tjänst som präst var som kontraktsprost och kyrkoherde i Öja pastorat i Visby stift, varifrån Hammar sade upp sig 2004 efter att ha förlorat ett biskopsval i stiftet. Efter att ha lämnat sin prästtjänstgöring var han verksam som etikkonsult i Höganäs. 
H.B. Hammar företrädde en gammalkyrklig hållning till Bibeln och tron. I en programförklaring i Svenska Dagbladet 26 januari 2006 gav han uttryck för en kyrkopolitisk inställning som bland annat är öppen mot gammalkyrkliga och högkyrkliga inom Svenska kyrkan, medan han däremot distanserade sig från systern Anna Karin Hammars valplattform inför ärkebiskopsvalet.  I en debattartikel i Svenska Dagbladet 2 oktober 2011 skrev Hammar att Svenska kyrkan måste ta itu med alla kyrkobyggnader som kostar mycket pengar att renovera, och som man i framtiden inte kommer ha råd med, och menade att det bästa var att spränga dem.
Han var bror till ärkebiskop emeritus K.G. Hammar och prästen Anna Karin Hammar, och var själv kandidat i valet till ärkebiskop februari-mars 2006 utan att nå fram till provvalet. Under hösten 2007 utkom han med sina memoarer: I ärkebiskopens skugga.
H.B. Hammar är begravd på Norra Rörums kyrkogård.